# Vistrenque
Pour le vin de pays, voir Vistrenque (IGP).

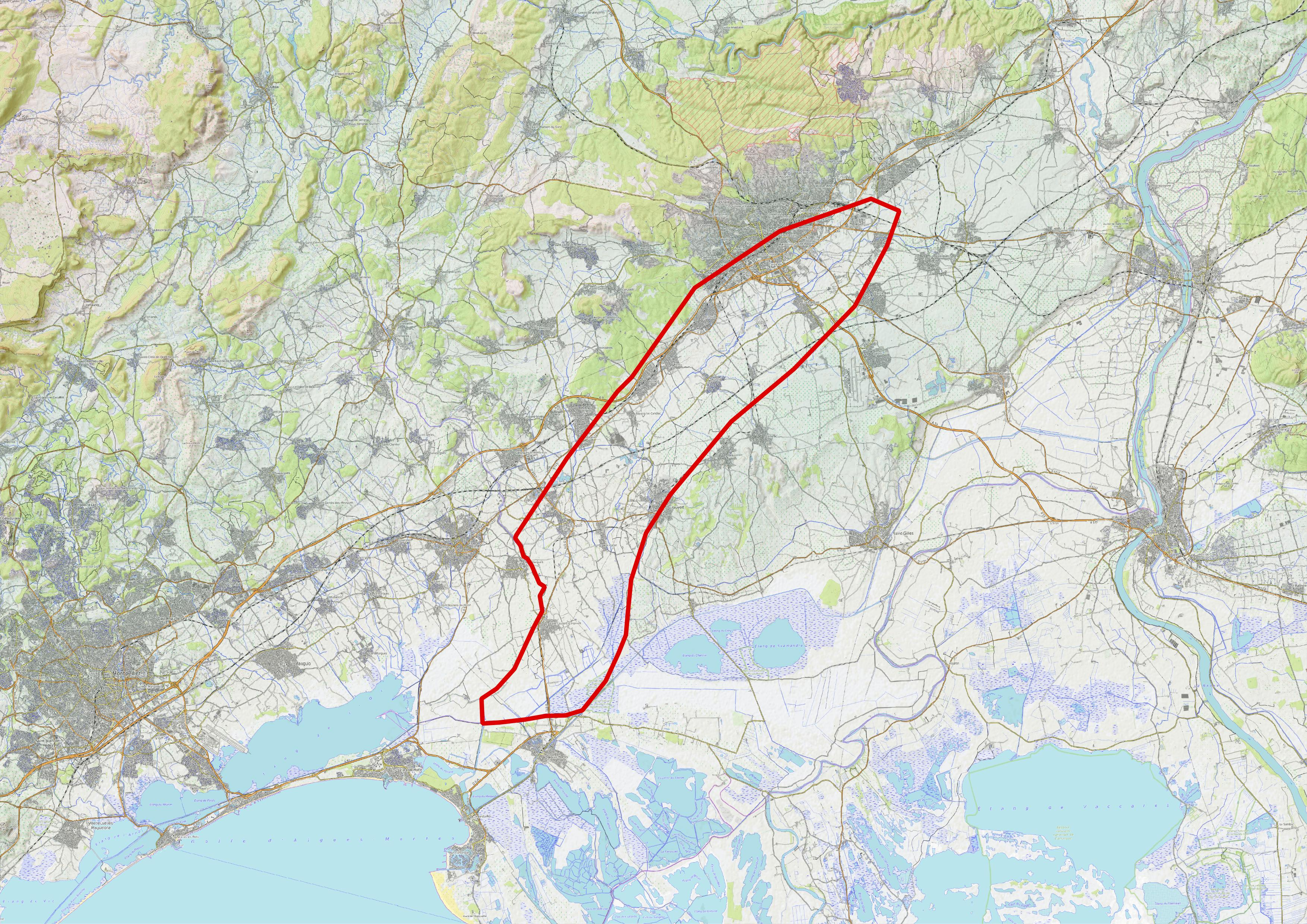
Limites approximatives de la Vistrenque.

La Vistrenque est un espace géographique situé dans le sud du département du Gard et dans la région Languedoc-Roussillon.

## Géographie

### Situation
La Vistrenque est une plaine agricole orientée selon le parcours du Vistre, fleuve recevant plusieurs petits affluents dont un principal dans sa partie aval, le Rhôny. La plaine suit donc un axe reliant l'agglomération nîmoise au nord-est, aux étangs de Petite Camargue au sud-ouest. Au nord, elle délimite les Garrigues et au sud, le plateau des Costières. Le fleuve Vidourle, à l’ouest, sépare les départements du Gard et de l’Hérault ainsi que la nappe de la Vistrenque de sa voisine la nappe de « Mauguio – Lunel ».

### Contexte paysager
La plaine de la Vistrenque a longtemps été considérée comme le « jardin de la ville de Nîmes ». D’une superficie de 325 km² répartie sur une trentaine de communes, son altitude varie de 40 m à Nîmes à moins d’un mètre au sud-ouest, dans les étangs. Son contexte paysager demeure essentiellement celui d'un parcellaire agricole. La viticulture était prépondérante jusqu’aux années 1980 ; depuis, l’agriculture s’est diversifiée au profit des cultures légumières, céréalières, et de l’arboriculture. L’industrie est essentiellement agro-alimentaire sur le secteur, avec la présence notable de l’usine d’embouteillage de Perrier.
Cette plaine est marquée par une forte démographie : ville de Nîmes (133 000 habitants), de Vauvert (11 000 habitants) et de nombreuses communes de moindre taille. Comme dans l'ensemble du sud de la France, cette plaine est caractérisée par une très forte attractivité et l’augmentation de la population y est croissante. La Vistrenque accueille notamment des représentants des Hmongs, peuple d'Asie, qui se sont implantés comme exploitants agricoles.
Située au croisement de deux grandes voies de communication, la vallée du Rhône et l’axe Espagne-Italie, la plaine est traversée par de nombreux réseaux de communication (routes, autoroutes, chemin de fer). La route départementale 135, appelée Chemin des Canaux et la route nationale 113 sont les deux axes routiers structurants de la Vistrenque.

### Communes concernées

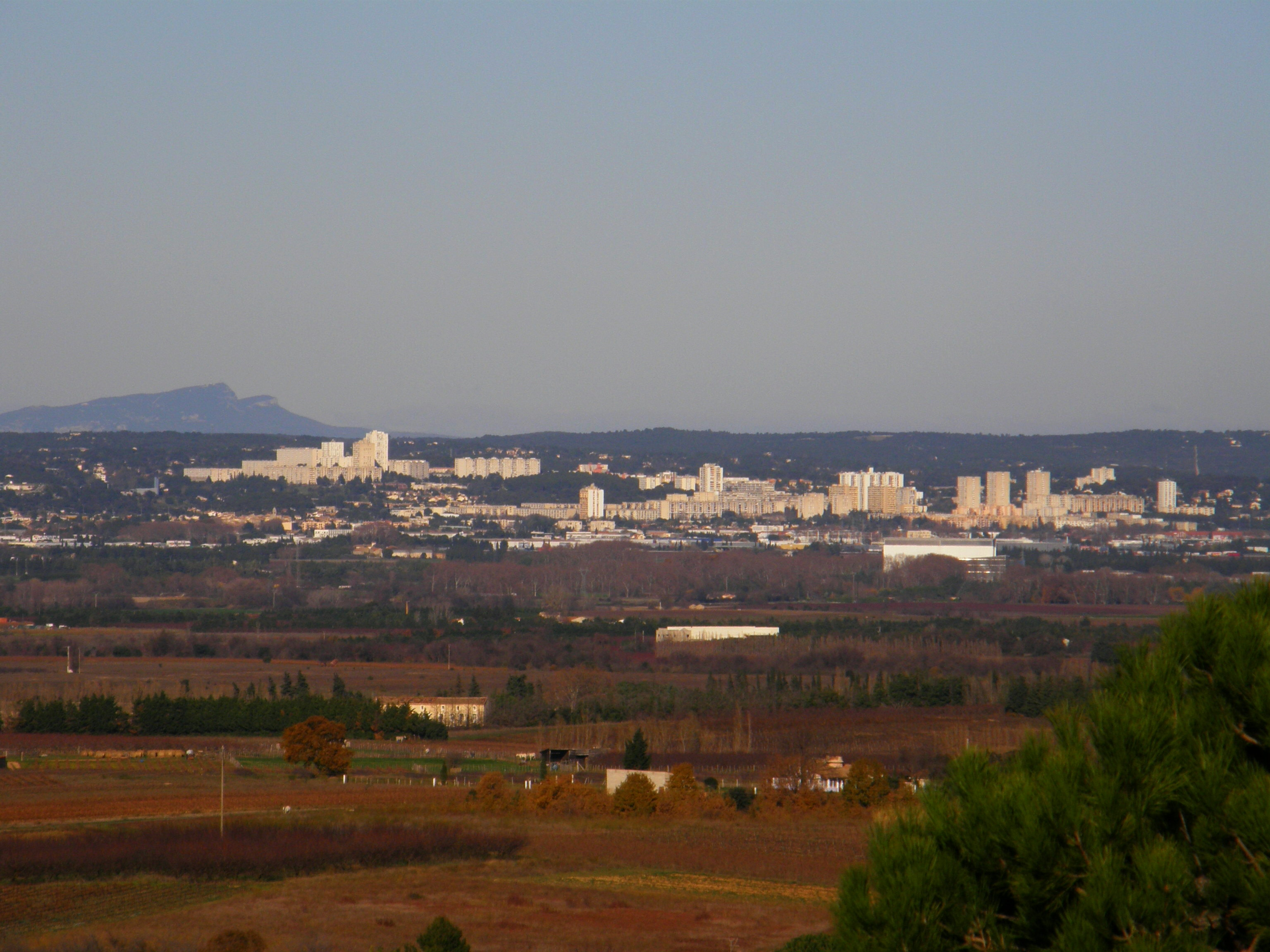
La plaine de la Vistrenque, entre Nîmes et les Costières.

Voici une liste de communes situées au moins partiellement en Vistrenque :
- Aigues-Vives, Aimargues, Aubord, Beauvoisin, Bernis, Bouillargues, Le Cailar, Caissargues, Codognan, Générac, Marguerittes, Milhaud, Nîmes, Redessan, Rodilhan, Saint-Gervasy, Uchaud, Vauvert, Vergèze, Vestric-et-Candiac

## Toponymie
La Vistrenque doit son nom au fleuve Vistre. Elle a prêté son nom au canton de La Vistrenque, à la nappe de la Vistrenque et au vin de pays de la Vistrenque.

## Hydrogéologie

### Nappes d'eau souterraine

#### Superficie
Les nappes de la Vistrenque et des Costières s’étendent sur une superficie de 540 km2 soit une quarantaine de communes dans le sud du département du Gard.
Contenues dans un aquifère de cailloutis, elles constituent un réservoir d’eau souterraine d’environ 5 à 25 mètres d’épaisseur. Ces cailloutis sont recouverts, dans la plaine du Vistre et du Vidourle, par 5 à 20 mètres de limons et affleurent sur le plateau des Costières. L’eau s’accumule et s’écoule dans les cailloutis constituant ainsi des nappes productives et facilement accessibles car peu profondes:
- La nappe de la Vistrenque (325 km2) qui s’écoule depuis les Costières vers la plaine du Vistre et du Vidourle, jusqu’à la mer dans le secteur littoral d’Aigues-Mortes. Elle constitue la principale ressource du secteur.
- La petite nappe des Costières de Bellegarde (72 km2) qui s’écoule sur le versant nord-est des Costières puis sous les limons récents du Rhône.
- Les petites nappes des Costières de Saint-Gilles (147 km2) au pied du flanc sud des Costières et sous les limons récents du Rhône.

Ces nappes, souvent proches de la surface et peu protégées sont vulnérables aux pollutions diffuses ou ponctuelles, d’origine industrielle, agricole ou domestique. Accessibles, productives et naturellement de bonne qualité, ces nappes représentent un enjeu majeur pour l’alimentation en eau potable de tout le sud du département du Gard (soit environ 130 000 personnes).

#### Genèse de la nappe
Le sous-sol de la plaine de la Vistrenque et du plateau des Costières est composé de roches qui ont été déposées, plissées et érodées au cours de l'histoire géologique.
À l’ère tertiaire, il y a 40 millions d’années, la région était formée de calcaires de l’âge crétacé qui ont été plissés au moment de la formation des Pyrénées puis fortement érodés. Il y a 30 millions d’années, un important effondrement le long de la faille de Nîmes sépare le domaine des Garrigues de celui de la Vistrenque actuelle qui se trouve envahie par la mer qui dépose pendant plus de 25 millions d’années, jusqu’à la fin de l’ère tertiaire, des sédiments calcaires, sableux et argileux. Au début du quaternaire, il y a 2,5 millions d’années, la mer s’est retirée et un grand fleuve comparable au Rhône actuel dépose des alluvions, ou "cailloutis Villafranchiens", qui constituent aujourd’hui l’aquifère de la Vistrenque. Un nouvel effondrement plus faible et le long de la faille de Vauvert sépare la Vistrenque du domaine des Costières. Enfin deux cours d’eau, le Vistre et le Vidourle déposent des limons au-dessus des cailloutis.

#### Coupe géologique
Les cailloutis Villafranchiens, alluvions grossières et sableuses, composent un aquifère continu d'une épaisseur qui varie de quelques mètres à plus d'une trentaine de mètres. Ils reposent sur des marnes imperméables qui datent du Pliocène et qui constituent le substratum du réservoir. Les cailloutis peuvent être recouverts par des formations quaternaires récentes d'origine fluviatile, lacustre ou éolienne d'une épaisseur nulle à une quinzaine de mètres. La nappe peut ainsi être libre là où l'aquifère est affleurant, notamment sur le plateau des Costières, et captive à semi-captive sous les alluvions récentes en bordure des garrigues, du Vistre et du Vidourle.
En bordure de la faille de Nîmes, le massif des calcaires des garrigues nîmoises forme un autre aquifère qui communique avec celui de la Vistrenque. Ces calcaires s'enfoncent en profondeur sous la plaine de la Vistrenque le long de la faille de Nîmes orientée nord-est/sud-ouest.
Dans la partie sud, l'aquifère s'enfonce sous les étangs littoraux. Il n'est alors plus exploité car fortement minéralisé.

#### Mode d’alimentation, sens d’écoulement etpiézométrie
Les nappes sont principalement alimentées :
- par l'infiltration des eaux de pluie qui tombent sur la plaine du Vistre et le plateau des Costières,
- par les écoulements souterrains de l'aquifère des calcaires des garrigues qui se vidange dans l'aquifère de la Vistrenque, le long de la faille de Nîmes.

Les relations entre la nappe et le Vistre sont variables selon les secteurs. Généralement, la nappe plus haute que le cours d’eau alimente celui-ci. Ces relations peuvent s'inverser sur de courtes périodes lors des crues, le niveau d'eau augmentant plus rapidement dans la rivière que dans la nappe.
La productivité de ces nappes est intéressante. Les débits exploitables varient de 40 à 200 m3/h. Dans le réservoir l'eau n'est pas figée, elle s'écoule à une vitesse de l'ordre de quelques mètres par jour.
Les écoulements dans la nappe de la Vistrenque convergent vers la plaine et tendent à s'orienter selon une direction nors-est/sud-ouest. L'écoulement est plus marqué depuis le plateau de Garons. Les nappes des Costières s'écoulent sous le versant sud du plateau des Costières en direction sud-est pour la nappe de Bellegarde et en direction du sud pour celle de Saint-Gilles.
Le niveau d’eau des nappes connaît des variations annuelles saisonnières. L'amplitude de la recharge est variable d'un secteur à l'autre, comprise entre 1 et 7 mètres sur le versant des Costières et de 1 à 5 mètres dans la plaine du Vistre et du Vidourle.
Compte tenu de ses caractéristiques et de son bon renouvellement saisonnier, la nappe de la Vistrenque constitue une ressource en eau très productive et facile d’accès.

#### Qualité de l'eau
Les eaux des nappes de la Vistrenque et des Costières sont de type bicarbonatée calcique.
Les valeurs de conductivité sont généralement comprises entre 700 et 800 µs/cm. La conductivité est souvent plus faible le long de la bordure de l'aquifère des calcaires des garrigues au nord, comprise entre 400 et 700 µs/cm. Les eaux les plus minéralisées (supérieures à 1000 µs/cm) sont en relation avec les pollutions azotées, la présence de fer au sud en nappe captive ou bien la proximité des marais (augmentation de la salinité).

#### Pollutions
Par les nitrates
Depuis les années 1980, les teneurs en nitrates dans les nappes sont en augmentation et dépassent dans plusieurs secteurs le seuil de potabilité de 50 mg/l, l'eau n'est alors plus potable et peut voir son utilisation compromise.
L'évolution de l'activité agricole sur ce secteur avec la diminution des surfaces en vigne au profit de cultures légumières et céréalières est à l'origine de la dégradation de la qualité de l'eau. Des études ont permis de constater que la localisation et l'ampleur de la pollution par les nitrates se corrèlent au contexte hydrogéologique et à l'occupation agricole des sols. Ainsi dans les zones d'activités maraîchères intenses et dans une moindre mesure les zones céréalières, les teneurs en nitrates sont élevées (ex : au sud, le secteur Aimargues, Vauvert, Codognan et au nord, le secteur Marguerittes, Manduel, Redessan).
Le long de la bordure des garrigues, la nappe naturellement mieux protégée bénéficie de plus de l'alimentation par l'aquifère des calcaires qui contribuent à diluer les teneurs en nitrates. Sous la plaine du Vistre et du Vidourle, la nappe protégée par des limons présente des teneurs en nitrates plus faibles.
Sur les nappes des Costières la pollution reste modérée.
Par les pesticides
La pollution par les pesticides est généralisée à l'ensemble des nappes.
Toutefois les répercussions sur l'aptitude à la production d'eau potable restent localisées. C'est le cas dans le secteur nord et à l'extrême l'aval pour la nappe de la Vistrenque, ainsi que sur la nappe de Saint-Gilles où les collectivités ont dû engager une démarche « captage prioritaire » pour restaurer et protéger leur ressource.
Les molécules les plus fréquemment rencontrées (pour plus de 70 %) sont des herbicides, principalement de la famille des triazines et leurs produits de dégradation. Les insecticides et les fongicides représentent respectivement 15 % et 11 %.

## Gestion de l'eau

### Usages
Par les collectivités
Les eaux souterraines peu profondes de la plaine ont de tous temps été utilisées pour l’alimentation en eau potable des communes de la Vistrenque et des Costières.
Actuellement, 43 communes (dont 20 communes de la communauté d’agglomération Nîmes Métropole), soit environ 130 000 personnes, sont alimentées en eau potable par les nappes de la Vistrenque et des Costières, grâce à 39 ouvrages de prélèvement (32 sur la nappe de la Vistrenque, 3 sur celle de Bellegarde et 4 sur celles de Saint Gilles). Ce sont environ 14 millions de m3 qui sont prélevés chaque année. La ville de Nîmes exploite la nappe alluviale du Rhône pour son alimentation en eau potable. Les nappes permettent également de couvrir pour partie les besoins en eau de communes situées au-delà de leurs limites géographiques. En effet, les communes de la plaine de la Vaunage et celles du littoral (Aigues-Mortes, Le Grau-du-Roi) puisent leur eau potable dans la nappe de la Vistrenque.
Par l’agriculture
L'agriculture s’est largement développée dans la plaine grâce à la présence très proche de la nappe, mais aussi grâce au réseau d’eau brute de la Compagnie du Bas-Rhône Languedoc. L’eau acheminée depuis le Rhône a permis le développement de l’arboriculture notamment sur les Costières. Le nombre de forages agricoles n'est pas connu (probablement plusieurs milliers). Les volumes prélevés dans les nappes pour l'irrigation agricole sont estimés entre 4 et 9 millions de m3.
Par l’industrie
Les prélèvements pour l’industrie essentiellement agro-alimentaire sur le territoire (Royal Canin, Perrier, Conserve France, Finedoc...) représentent près de 3 millions de m3.
Par les particuliers
L’eau des nappes étant facilement accessible, de nombreux particuliers possèdent un forage. Ils servent à l’arrosage des jardins, à remplir les piscines ou encore à l’alimentation en eau potable des habitations dispersées. Ces prélèvements sont très difficiles à quantifier. Les volumes prélevés par les particuliers sont généralement faibles, mais le nombre de forage est considérable (probablement plusieurs milliers). L'ensemble des prélèvements des particuliers est estimé entre 2 et 3 millions de m3.

### Enjeux
Actuellement, les nappes apparaissent suffisantes pour répondre aux divers besoins en eau rencontrés dans la plaine de la Vistrenque et sur le plateau des Costières. Leur capacité permettrait localement de couvrir des besoins supplémentaires. Elles restent toutefois très sensibles aux variations saisonnières : plusieurs années de faible recharge hivernale peuvent entraîner une forte baisse du niveau de l’eau et donc limiter temporairement la ressource. Il apparaît donc important de privilégier son utilisation pour l’alimentation en eau potable, tout en assurant une gestion optimisée et raisonnée, face notamment à la croissance urbaine et démographique des communes.
Naturellement de très bonne qualité, les nappes de la Vistrenque et des Costières sont très exploitées malgré une pollution chronique par les nitrates et pesticides d’origine agricole notamment. Le maintien d’une utilisation durable de cette ressource, en particulier pour l’eau potable, nécessite la prise en compte de sa protection, tant du point de vue des activités agricoles et industrielles, que du développement de l’urbanisation.
Le développement de l’urbanisation et des voies de communication (contournement ferroviaire de Nîmes et de Montpellier) et de certaines activités (exploitation de carrières...) peuvent localement compromettre l’usage de la ressource en eau souterraine voire conduire à l’abandon de certains ouvrages de prélèvements. La gestion de l’eau doit prendre une place prépondérante dans les réflexions menées dans les démarches d’aménagement du territoire et de son évolution.

### Syndicat mixte
Depuis plus de 20 ans, les élus des communes de la plaine de la Vistrenque ont mutualisé leurs moyens et leur énergie pour mettre en place une gestion concertée de la formidable ressource disponible sous leurs pieds. Utilisées depuis l’Antiquité, ces eaux souterraines naturellement d’une très bonne qualité ont permis le développement des activités et de la population du sud du département du Gard. La mise en place d’une gestion globale et durable de cette ressource en eau, en assurant les différents usages tout en préservant cette ressource doit être une priorité.
Le syndicat mixte des nappes Vistrenque et Costières agit au quotidien sur ce territoire pour poursuivre la connaissance et le suivi des nappes. Il travaille en relation étroite avec le monde agricole, les acteurs de l’eau et les collectivités pour protéger et préserver cette ressource.
La réglementation européenne tend vers la préservation et la restauration des milieux aquatiques et ressources en eau. Des objectifs de résultats ont été fixés à courte échéance et tout doit être mis en œuvre pour les atteindre.
C’est pourquoi le syndicat s’est lancé en 2003 dans l’élaboration d’une démarche de SAGE. Véritable processus de concertation entre les acteurs locaux, le monde agricole, les industriels et les citoyens, il vise à planifier la politique de gestion de l’eau sur le territoire pour les 10-15 ans à venir. Les orientations du SAGE s’attacheront à rechercher un équilibre entre les activités humaines, le développement du territoire, la protection de la ressource en eau et la lutte contre les inondations.
Les 25 membres du syndicat sont : Aigues-Vives, Aimargues, Aubord, Beauvoisin, Bernis, Bouillargues, Caissargues, Garons, Le Cailar, Manduel, Marguerittes, Milhaud, Nîmes, Redessan, Rodilhan, Saint-Gervasy, Saint-Gilles, Uchaud, Vestric-et-Candiac et Vauvert, la communauté de communes Beaucaire-Terre d'Argence, la communauté de communes Terre de Camargue, le syndicat intercommunal des eaux de la Vaunage, le SIVOM du Moyen-Rhôny ainsi que la chambre d'agriculture du Gard.